# إستر إكسبوزيتو
إستر إكسبوزيتو (بالإسبانية: Ester Expósito)‏ (وُلدت في 26 يناير 2000)، وهي معروفة باسم إستر، هي ممثلة إسبانية نشأت في مدريد، بدأت مسيرتها الفنية سنة 2016 وشاركت في العديد من الأعمال التلفزيونية. قامت بدور «روث» في المسلسل التلفزيوني «أنا على قيد الحياة» وكان لها دور في مسلسل (Vis a vis)، قبل أن تشتهر بدور «كارلا» في مسلسل النخبة، فازت بجائزة «مسرح مدريد» في فئة أفضل ممثلة في عامي 2013 و2015.

## الأعمال

### مسلسلات
| السنة     | العنوان                        | الدور                 |
| --------- | ------------------------------ | --------------------- |
| 2018–2020 | النخبة                         | كارلا روسون كاليرويكا |
| 2020      | على أحدهم أن يموت              | كايتانا الداما        |
| 2021      | قصص قصيرة نخبوية: كارلا سامويل | كارلا روسون كاليرويكا |

## روابط خارجية
- إستر إكسبوزيتو على موقع IMDb (الإنجليزية)
- إستر إكسبوزيتو على موقع ألو سيني (الفرنسية)
- إستر إكسبوزيتو على موقع قاعدة بيانات الفيلم (الإنجليزية)